# 樫沢利博
樫沢 利博（かしざわ としひろ、1948年9月5日 - ）は、日本の銀行家、実業家。元三菱東京UFJ銀行常務取締役、兼松会長。長崎県出身。

## 経歴・人物
1948年、長崎県長崎市生まれ。長崎市立長崎中学校、長崎県立長崎東高等学校を経て、早稲田大学政治経済学部政治学科卒業。新聞記者志望であったが、1972年東京銀行（現：三菱UFJ銀行）に入行した。入行後、ニューヨークやロンドンなど海外で勤務。後に本店勤務となり、1996年の三菱銀行との統合時には東京銀行側の事務局長を務めた。2001年執行役員、2003年常務執行役員を経て、同年常務取締役に就任。常務時代は不良債権処理等に取り組んだ。三菱UFJ証券監査役などを経て、2010年兼松専務、2011年会長。後に東銀リース監査役、綜通監査役を勤めた。

## 略歴
- 1972年3月 - 早稲田大学政治経済学部政治学科卒業
- 1972年4月 - 東京銀行入行
- 1985年12月 - 同行ロンドン支店長代理
- 1993年10月 - 同行審査部次長兼審査役
- 2001年6月 - 同行執行役員
- 2003年5月 - 同行常務執行役員
- 2003年6月 - 東京三菱銀行常務取締役
- 2005年6月 - 同行常務取締役退任、三菱証券常勤監査役[3]
- 2010年4月 - 三菱UFJ証券常勤監査役退任[3]
- 2010年5月 - 兼松顧問、のちに専務[3]
- 2011年4月 - 同社会長
- 2014年6月 - 東銀リース監査役、綜通監査役

## 役職等
- 長崎市観光大使[1]